# Tamura Kuniyoshi
Le vicomte Tamura Kuniyoshi (田村邦栄, né le 7 juillet 1852 et mort le 26 février 1887) est un daimyo de la fin de l'époque d'Edo à la tête du domaine d'Ichinoseki. Sous son commandement, le domaine prend part à la guerre de Boshin de 1868-1869 du côté de l'Ōuetsu Reppan Dōmei.

## Source de la traduction
- (en) Cet article est partiellement ou en totalité issu de l’article de Wikipédia en anglais intitulé « Tamura Kuniyoshi » (voir la liste des auteurs).